# Pantaló

Típics pantalons de vestir mostrant: cintura amb travetes; tapeta de la bragueta; pinces; butxaca lateral; ratlla als camals; i vores als baixos

El pantaló (mot usat generalment en plural: pantalons), també dit calces, és una peça de roba utilitzada en la meitat inferior del cos, que cobreix de la cintura cap avall, i ambdues cames separadament (a diferència de les faldilles). Cal distingir els pantalons pròpiament dits d'altres peces emparentades, com el calçó. Hi ha diversos tipus de pantalons, segons la llargària dels camals: els pantalons pirates, que cobreixen la part inferior del cos per sobre dels turmells; els pantalons curts, que cobreixen la meitat inferior del cos per sobre dels genolls; i els pantalons llargs, que cobreixen tota la meitat inferior del cos.

## Parts del pantaló
La part superior del pantaló s'anomena cintura, i generalment és aplicada; segons èpoques i modes, coincideix amb la cintura del cos o bé arriba més amunt.
Les parts que cobreixen les cames reben el nom de camals.
L'extrem inferior del pantaló es coneix com a baixos. Aquests poden estar tallats arran, o bé dur l'excés de roba girat enfora tot formant una gira, o girat endins i cosit, la qual cosa constitueix una vora. Fixada als baixos dels pantalons hi pot haver una trava (o traveta) per a passar-hi el peu, amb què es millora la tinguda dels pantalons i, si es duen amb botes baixes, s'evita que en surtin en moviments bruscos.
Els pantalons solen incloure elements accessoris: 
- travetes entorn de la cintura per a sostenir la corretja o cinyell o cintura;
- butxaques;
- bragueta, tancada amb botons o cremallera, que modernament acostuma d'anar coberta amb tapeta;
- trinxes als laterals de la cintura (sigui a la part frontal o a la posterior) per a ajustar la talla.

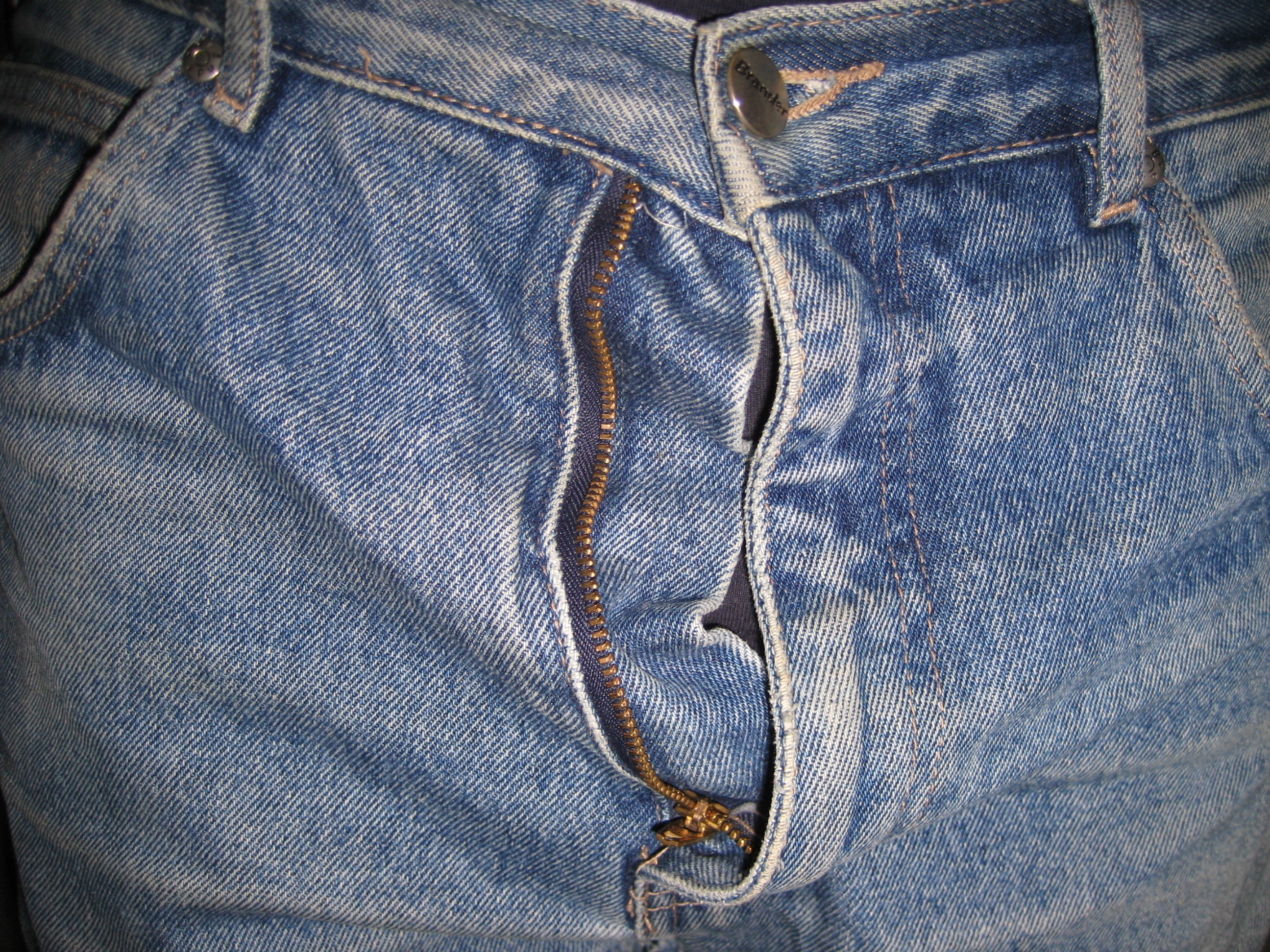
Detall de la bragueta d'un pantaló texà. També es poden veure les travetes i butxaques.

Força pantalons duen vora la cintura uns plecs permanents anomenats pinces, que tenen una funció ornamental, però que, a més, fan que el pantaló pari més bé i resulti més còmode de portar. Abans exclusives de models formals, avui dia les pinces també són aplicables a models esportius. Del pantaló que en duu se'n diu pantaló de pinces.
Els pantalons més formals es planxen de manera que es formi tot al llarg de cada camal un plec vertical i uniforme anomenat ratlla.
L'aparament és la peça dels pantalons que porta els traus i se superposa a la tapeta (llenca de roba cosida per damunt la boca d'una butxaca per a cobrir-la) és a dir a la peça que duu els botons.

## Sistemes de subjecció
Els pantalons poden sostenir-se, bé amb cinturó, bé amb elàstics. El primer sistema és el més habitual avui dia, com a més apte per a pantalons de cintura propera a la natural, fins a l'extrem que ha esdevingut rar el pantaló mancat de travetes. Els elàstics s'han preferit, per més adients, en els períodes en què la cintura del pantaló era més elevada que la cintura natural.

## Tipologia

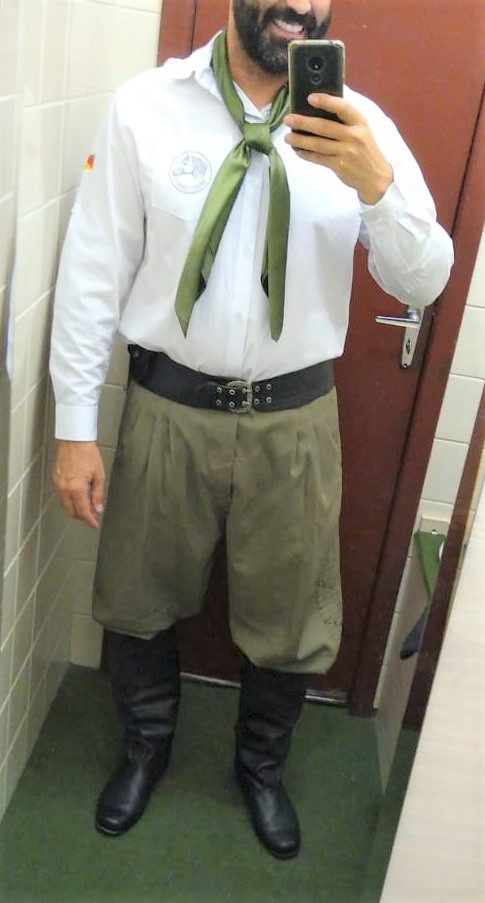
Els bombatxos són part de la vestimenta tradicional gautxa, als pampes.

Segons la llargada, el pantaló pot rebre noms diferents: per a referir-se a tipus molt emprats actualment, hom parla de:
- pantalons curts (amb la variant bermudes[4] i l'anglicisme shorts) si acaben més amunt del genoll;
- pirates si arriben fins a mitja cama entre el genoll i el turmell;[5]
- pescadors si deixen veure gran part del mitjó però són més llargs que els pirates;[6]
- i de pantalons llargs si arriben al turmell o en passen.

Observeu que pirates i pescadors són variants modernes de calçó, tot i que, curiosament, aquest terme no és gaire usat col·loquialment en les darreres dècades, potser perquè se li atribueixen connotacions d'antigor (o de roba interior).
Els baixos dels pantalons es poden eixamplar en l'anomenada campana, rebatejada darrerament "pota d'elefant" (pantalons de campana), seguint la moda dels anys seixanta-setanta (amb reviscolament parcial a la primeria del 2000).
Hi ha pantalons molt ajustats al cos (pantalons arrapats). Models de pantaló molt arrapats, d'ús femení, són les malles i, estretament emparentats amb aquestes, els pantalons de tub.
De tota manera, el pantaló estàndard d'ús general, incloent-ne l'informal, era i és llarg i dret, i els models formals ho són sempre; les altres variants tan sols existeixen en indumentària informal.
Els pantalons poden confeccionar-se en diferents materials: cotó, pana, lli…
Una peça intermediària entre el pantaló i la granota és el pantaló granota, que es caracteritza per dur tirants, més una pitrera ("peto") que serveix de nexe d'unió entre els tirants i la cintura, tot plegat d'una peça.

## Història

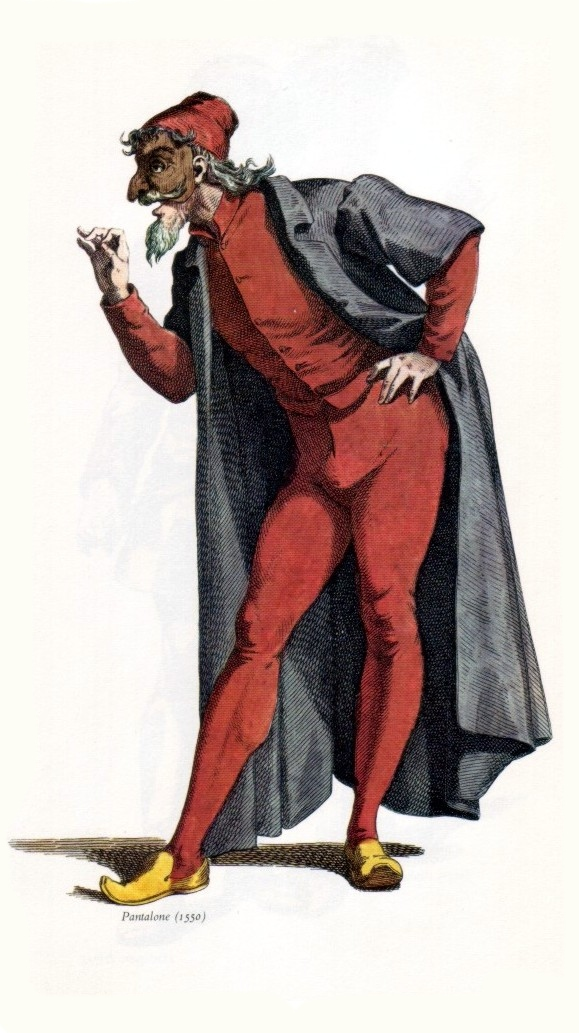
Pantalone

El mot pantaló prové de Pantalone, personatge de la Commedia dell'arte que duia els pantalons llargs en una època en què l'habitual era el calçó fins als genolls. El nom ens ve de Venècia, on del segle xvi al XIX es feien moltes obres a la Commedia dell'arte. Un dels personatges més característics que apareixia en escena era Pantaleó, nom molt comú a Venècia, ja que Sant Pantaleó, un màrtir cristià del segle iv, n'és un dels patrons. El personatge portava unes calces ajustades a les cames i lligades a la cintura. Les obres de La Commedia van recórrer mig Europa. Alguns comerciants anglesos, a la fi del segle xvii, van relacionar aquest nom pantalons amb unes calces que d'aleshores ençà tants homes i dones porten avui dia.
Els pantalons de tipus modern substituïren els antics calçons entre la fi del segle xviii i començ del xix.
Al llarg del temps la morfologia dels pantalons només ha variat en els detalls; la forma clàssica fou definida al llarg del segle xix. Així, al principi no era rar que els camals pengessin tot deixant els turmells al descobert; entorn del 1830 la llargada s'estabilitza en l'actual, és a dir, amb els baixos descansant sobre la sabata. Les traves dels baixos foren de rigor fins als volts de 1855; de llavors ençà tornen de tant en tant com a accessori optatiu. Les gires i la ratlla, així com la tapeta que cobreix la bragueta, s'atribueixen al príncep de Gal·les, futur rei Eudard VII, àrbitre internacional de la moda masculina en la segona meitat del segle xix. La bragueta sorgeix entorn de 1840 i en poques dècades desplaça l'anterior sistema "de davantal". Les travetes es generalitzen arran l'adopció de la cintura natural. Les butxaques poden tenir a veure amb la influència del pantaló militar. Altres característiques rellevants, com l'alçada de la cintura i l'amplada dels camals, fluctuen amb la moda.
D'ençà de les acaballes del segle xix els pantalons de muntar duien un eixamplament en forma de bossa a l'alçada de la cuixa, per tal de facilitar l'equitació; han desaparegut en la segona meitat del segle xx, atès que l'ús de teixits elàstics permet practicar l'hípica amb pantalons rectes i fins arrapats.

Els calçons moderns, com ara els bombatxos, els pantalons de golf i, més recentment, els pirates i altres, s'han desenvolupat tenint com a punt de referència el pantaló llarg.

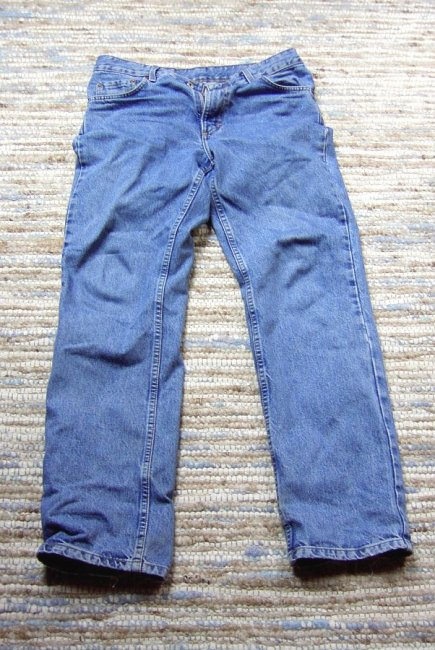
Uns texans, el model de pantaló informal més popular d'ençà de mitjan segle XX

En l'ús tradicional, els nens duien pantalons curts fins a l'adolescència, almenys; l'obsequi d'uns primers pantalons llargs subratllava aquest pas, en una mena de ritu paral·lel al de les adolescents a què s'obsequiava un primer parell de mitges en substitució dels mitjons. D'altra banda, l'ús de pantalons curts per part d'adults és un fenomen del segle xx, i prové del món militar (certs uniformes d'estiu o, directament, tropicals), sobretot britànic; l'aplicació a la indumentària civil començà entre les dones cap al 1930, com a peça per al lleure estiuenc; l'ús com a peça de carrer unisex és força posterior, procedeix dels EUA i a Europa no començà a veure's fins ben avançats els anys seixanta.
Històricament els pantalons (com abans els calçons) han estat una peça de roba exclusivament masculina; amb precedents minoritaris des dels anys vint, en la segona meitat del segle xx els han adoptats també les dones, en alternança amb les faldilles. No sense lògica, els primers models de pantaló per a ús femení mancaven de bragueta i en comptes d'aquesta tenien una obertura lateral, generalment al maluc dret, per a facilitar-ne la col·locació. La popularització dels texans entre les dones, a partir dels anys cinquanta, acostumà la societat a veure dones amb bragueta; i avui dia els models de pantaló específicament femenins duen bragueta, a la manera masculina, en la majoria de casos.

## Ús militar
Als exèrcits els pantalons substituïren els calçons en el mateix període que en la vida civil, però de forma més ràpida, sobretot en l'uniforme de campanya; pels volts del 1805 era rar l'exèrcit que entrava en combat vestit amb calçons. Aquests, però, resistiren algunes dècades com a part de l'uniforme de gala. Com a excepció, a l'exèrcit tsarista rus els pantalons tendien a ésser pantalons-calçons, en la pràctica.

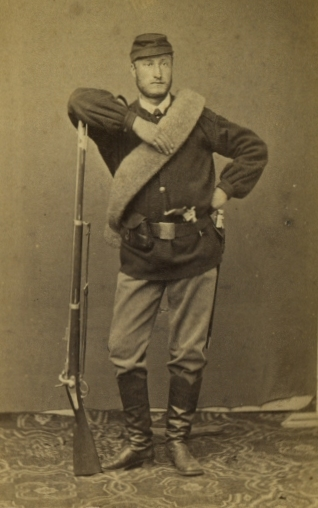
Soldat francés, dècada del 1870.

Com els civils, els pantalons militars foren de davantal al principi; la bragueta no es generalitzaria en els pantalons militars fins al darrer quart del segle xix. Al principi, els pantalons militars es combinaven amb sabates de tipus civil i, sovint, amb polaines. A partir de la dècada del 1820, el calçat més habitual passà a ésser la bota: bé baixa i amb polaina, per sobre o per sota del pantaló; bé alta i duta per sobre del pantaló. Aquest darrer ús, que tradicionalment era propi, sobretot, de la cavalleria i de l'oficialitat, tingué tendència a predominar per a tots els graus en la segona meitat del segle xix. A l'exèrcit tsarista rus la bota alta ja era pròpia de tots els graus molt abans.
Fou arran la generalització de la bota alta per a la tropa que a l'exèrcit danès sorgiren els anomenats pantalons a la danesa, és a dir, un estil consistent a dur els pantalons llargs per damunt de botes altes, però, alhora, arromangats de manera que es mostri bona part de la canya de la bota. Els pantalons a la danesa han esdevingut característics de l'exèrcit danès (també actualment, aplicant-ho a botes de mitja canya), i no han estat rars al suec i al noruec.
Paradoxalment, en la primera meitat del segle xx el pantaló militar tingué la concurrència d'un calçó militar de nou tipus. Durant aquest període les botes de mitja canya esdevenen el calçat predominant entre la tropa, sovint en combinació amb benes o amb polaines; les botes altes es reserven a la cavalleria i a l'oficialiat, tret d'alguns exèrcits (rus i soviètic, alemany, etc.) que les conserven per a tots els graus.
En el marc del battledress britànic de 1938, prototip dels uniformes de campanya actuals, apareix un pantaló militar amb grans butxaques frontals o laterals (pantaló multibutxaca), que a partir de la segona postguerra mundial acabarà imposant-se pràcticament arreu per a campanya i diari. Es duu sempre amb botes de mitja canya entre tots els graus. A partir de la dècada de 1960 els pantalons de passeig tendeixen a ésser del tipus civil formal, amb ratlla, i duts amb sabates.